# Szerémi Gusztáv
Szerémi Gusztáv Ferenc, Schmiedt (Budapest, 1877. május 9. – Budapest, 1952. augusztus 16.) hegedűművész, zenepedagógus és zeneszerző.

## Életútja
Schmiedt Ágoston vasúti mérnök és Fischbacher Berta fiaként született. Hubay Jenő tanítványa volt. 1901-től 1936-ig tanított a Zeneakadémián, 1911 és 1941 között az Operaház tagja szóló-mélyhegedűsi minőségben. Tagja volt a Hubay–Popper vonósnégyestársaságnak is. Művei zenekari művek, kamarazene, opera, balett, dalok, illetőleg brácsaiskola és egyéb instruktív művek. Halálát agyvérzés okozta. 

## Magánélete
Felesége Broczky Magdolna Eleonóra (1871–1938) volt, akit 1900. november 4-én Rákospalotán vett nőül.
Gyermekei
- Szerémi Mária Magdolna (1901–?). Férje Dárdai Győző Gyula (1894–?) részvénytársasági igazgató volt.[7]
- Szerémi Erzsébet (1904–?). Első férje Kovách Béla Artúr Lajos (1897–1931) rendőrfőhadnagy,[8] második Konkolyi Lajos (1897–1941) gépészmérnök volt.[9]